# Sarcophaga wiesenthali
Sarcophaga wiesenthali är en tvåvingeart som beskrevs av Andy Z. Lehrer 1989. Sarcophaga wiesenthali ingår i släktet Sarcophaga och familjen köttflugor.
Artens utbredningsområde är Rumänien. Inga underarter finns listade i Catalogue of Life.